# کرمیچیئل (دهانه)
کرمیچیئل یک دهانه برخوردی در ماه است.